# La Dernière Harde
La Dernière Harde est un roman-poème écrit par Maurice Genevoix et publié chez Flammarion en 1938, alors que l'auteur est âgé de 48 ans.

## Place dans l'œuvre de Genevoix
La Dernière Harde fait partie, avec Raboliot (1925) et La Forêt perdue (1967) du triptyque de Maurice Genevoix consacré à la quête secrète, souvent conflictuelle et violente, qui anime chaque homme, parfois cristallisée par la passion de la chasse. D'aucuns y ont vu "l'un des plus authentiques chefs-d'œuvre romanesques du XXe siècle."
Un prolongement de Raboliot et de Rrou
C'est après Raboliot le roman le plus célèbre de l'écrivain qui, comme dans Rrou (1931), se sera identifié à la bête héroïne du Roman. Plus de quarante ans plus tard, dans son autobiographie dans Trente mille jours, et reprenant alors l'expression de Flaubert à propos de Madame Bovary, il concédera lui-même "J'ai été le Cerf rouge".
Comme dans Raboliot, le roman débute au point de jour, dans la préfiguration d'un élan immuable. Le premier chapitre est entièrement construit au rythme du jour qui se lève, qui entraîne le protagoniste principal jusqu'au dénouement tragique. La forêt, belle dans son aube d'hiver enneigé, est dès les premières pages transgressée par l'Homme. Comme dans La Forêt perdue, le piqueux se lancera à la poursuite du Cerf pour qu'il meure "de sa belle mort" et, de la sorte, lui livre son "secret".
Une préfiguration de La Forêt perdue
Alors que Raboliot est un personnage de plain-pied avec le quotidien des hommes, La Dernière Harde revêt une dimension parfois épique, qui ne se révélera pleinement que dans La Forêt perdue. L'allusion au Paradis perdu est néanmoins déjà exprimée : "Il y aurait ce même corps magnifique, plus parfait encore qu'aujourd'hui, la beauté de ses lignes en mouvement, de sa couleur, de sa couronne luisante et rameuse : un secret de tous inconnu, une vie splendide cachée au cœur des bois. Mais dans la même forêt, il y aurait aussi un homme. Et celui-là, seul entre tous, connaîtrait le secret de cette vie".
La fusion entre l'Homme et la bête n'est jamais très loin : "Sous le poil de la bête et dans la poitrine de l'homme, ce serait les mêmes battements du sang, la même fièvre, le même acharnement passionné".

## Analyse de l'œuvre
L'histoire
Le roman est bâti sur le thème de la rencontre entre l'Homme et la bête. Le piqueux La Futaie rencontrera trois fois le Cerf rouge, lui sauvant la vie à chaque fois. Blessé par la meute que le Vieux cerf des Orfosses a lancé à sa suite, le jeune daguet demeurera captif quelques mois, au contact quotidien du piqueux, puis s'échappera. Il vivra sa vie de cerf, connaîtra les fièvres du rut, ce "dernier sursaut de flammes avant les glaces de l'hiver".
Mais il sera lui aussi chassé, deux jours durant, et finira, donnant de la poitrine contre la dague du piqueux, obéissant à un instinct de chasseur le submergeant tout entier. La mort sera alors donnée à une bête consentante, sachant accepter sa propre fin : "Le Rouge aussi s'est penché en avant. De lui-même, résolument, il a poussé sa poitrine profonde contre la pointe qui le touchait. Et en même temps il a plié les deux genoux pour se coucher sur la terre, et trouver enfin son repos ".
Le thème récurrent de la mort
La Dernière Harde est l'un des romans de Maurice Genevoix où la mort rappelle avec le plus de force les écrits de guerre de l'auteur. On y retrouve l'agonie du mourant tombé sous les balles : "Une femelle encore se débattait et ruait, couchée, la joue appuyée sur la terre, et s'y frottait d'un mouvement régulier, une caresse étrange et rude qui endormît et calmât un peu les affres de son agonie". Le parallélisme est plus immédiat encore lorsque Genevoix évoque la perception d'un vide glacial, que la mémoire ne peut plus jamais oublier, lorsque le corps s'effondre touché d'une balle : "Et tout à coup, alors qu'ils franchissaient ensemble un fossé près de la lisière, il avait senti contre lui un vide glacial, extraordinairement profond, qui le suivait dans son élan".
De même, Genevoix dépeint à nouveau, comme il l'avait fait dans Sous Verdun, le voile de la mort qui peu à peu submerge le regard du mourant : "Le hère vit ses yeux se voiler, se ternir d'une ombre bleuâtre qui noyait leurs regards. Cette ombre les prit tout entiers, ouverts encore, mais vides, affreusement absents désormais".
La mort du Cerf rouge, trois fois sauvé par le piqueux La Futaie (d'abord lorsqu'il est jeune faon, ensuite lorsque Grenou se lance vers lui armé d'un gourdin, enfin lorsqu'il est rattrapé par la meute de chiens courants), apparaît inéluctable. De fait, c'est La Futaie qui le servira.
Genevoix, chantre de la beauté animale
Même immobiles, les bêtes de Genevoix restent profondément vivantes, trahies par un souffle ("Il y eut d'abord un soupir, un souffle exhalé d'une poitrine"), une réaction à peine perceptible ("un frisson froid lui horripilait l'échine") ou fugace ("une détente passa dans ses muscles"). L'écrivain paraît être lui-même entré dans le corps du Cerf rouge, dont il reste le seul à avoir décrit de subtiles et secrets élans que l'on eût pourtant crus indicibles. Léonce Peillard résume avec justesse le talent de l'auteur : "Avec autant d'habileté que de naturel, Genevoix fait participer le lecteur aux palpitations journalières, aux renouvellements insensibles de la vie en forêt. On devine et on admire l'observation minutieuse des habitudes de la bête, la longue méditation, l'intuition déployées par l'écrivain pour pénétrer au cœur même de l'animal".
Maurice Genevoix évoque sur ce point "une autre adhésion au monde, une autre prise de vue sur le monde". Il s'en explique aussitôt : "Bien entendu, à l'origine de tout cela, il y a une part de convention : je n'ai jamais été cerf dans une expérience antérieure, par métempsycose".
Ancien normalien habitué aux recherches documentaires, Genevoix s'est inspiré d'ouvrages cynégétiques au sein desquels il aura puisé des termes spécifiques conférant une authenticité singulière à son roman.
Place de la lumière dans le roman
La lumière, chère à Genevoix, accompagne l'ensemble du récit et fait s'enchaîner les saisons. C'est d'abord "le fil ruisselant de clarté bleue" qui frange le tronc des arbres à l'approche du jour en hiver. Le plein été sous les arbres apparaît comme "un mirage de lumière, une nappe d'air transparente et glauque, calme comme une eau souterraine". La lumière pèse alors de tout son poids : "Et tous les arbres rapprochés ne formaient qu'un seul dais immense qui semblait se gonfler par-dessous, se tendre et s'immobiliser sous le poids de la lumière". Puis la fin de septembre arrive : "Un rayon de soleil, dardé par une trouée de feuilles, tranchait obliquement la pénombre et se fichait raide dans la terre."